# Communauté de communes du Tardenois
La Communauté de communes du Tardenois est une ancienne structure intercommunale française, située dans le département de l'Aisne.

## Historique
Par l'arrêté préfectoral n°2016-1080 du 15 décembre 2016, la communauté de communes du Tardenois est dissoute le 31 décembre 2016 pour fusionner le 1er janvier 2017 avec la communauté de communes du canton de Condé-en-Brie et de la communauté de communes de la Région de Château-Thierry et l'intégration de vingt-une communes de la communauté de communes de l'Ourcq et du Clignon (Armentières-sur-Ourcq, Bonnesvalyn, Brumetz, Bussiares, Chézy-en-Orxois, Courchamps, Gandelu, Grisolles, Hautevesnes, La Croix-sur-Ourcq, Latilly, Licy-Clignon, Monthiers, Montigny-l'Allier, Neuilly-Saint-Front, Priez, Rozet-Saint-Albin, Saint-Gengoulph, Sommelans, Torcy-en-Valois et Vichel-Nanteuil), afin de former la communauté d'agglomération de la Région de Château-Thierry.

## Administration

### Liste des présidents
| Période                                  | Période       | Identité               | Étiquette | Qualité                    |
| ---------------------------------------- | ------------- | ---------------------- | --------- | -------------------------- |
| Les données manquantes sont à compléter. |               |                        |           |                            |
| mars 2008                                | 2014          | Jean-Paul Roseleux     | DVD       | Maire de Fère-en-Tardenois |
| 2014                                     | décembre 2016 | Danièle Servas-Leneveu |           | Maire de Coulonges-Cohan   |

## Composition
Elle était composée des 20 communes suivantes :
| Nom                       | Code Insee | Gentilé                | Superficie (km2) | Population (dernière pop. légale) | Densité (hab./km2) |
| ------------------------- | ---------- | ---------------------- | ---------------- | --------------------------------- | ------------------ |
| Fère-en-Tardenois (siège) | 02305      | Férois                 | 20,40            | 3 191 (2014)                      | 156                |
| Beuvardes                 | 02083      | Beuvardois             | 15,66            | 721 (2014)                        | 46                 |
| Bruyères-sur-Fère         | 02127      | Bruyérois              | 9,05             | 189 (2014)                        | 21                 |
| Cierges                   | 02193      | Ciergeois              | 8,22             | 71 (2014)                         | 8,6                |
| Coulonges-Cohan           | 02220      | Coulongeois            | 28,75            | 437 (2014)                        | 15                 |
| Courmont                  | 02227      | Courmontois            | 9,86             | 134 (2014)                        | 14                 |
| Dravegny                  | 02271      | Dravenyacois           | 15,67            | 147 (2014)                        | 9,4                |
| Fresnes-en-Tardenois      | 02332      | Fresnois               | 8,84             | 268 (2014)                        | 30                 |
| Goussancourt              | 02351      | Goussancourtois        | 8,43             | 122 (2014)                        | 14                 |
| Le Charmel                | 02164      | Charmellois            | 9,83             | 321 (2014)                        | 33                 |
| Loupeigne                 | 02442      | Loupeignois            | 7,30             | 93 (2014)                         | 13                 |
| Mareuil-en-Dôle           | 02462      | Mareuillois            | 8,81             | 260 (2014)                        | 30                 |
| Nanteuil-Notre-Dame       | 02538      | Nanteuillois           | 3,72             | 62 (2014)                         | 17                 |
| Ronchères                 | 02655      | Ronchérois             | 6,06             | 121 (2014)                        | 20                 |
| Saponay                   | 02699      | Saponéens              | 9,93             | 279 (2014)                        | 28                 |
| Sergy                     | 02712      | Sergiens ou Sergyacois | 13,32            | 158 (2014)                        | 12                 |
| Seringes-et-Nesles        | 02713      | Seringeois             | 13,49            | 283 (2014)                        | 21                 |
| Vézilly                   | 02794      | Vézyllisiens           | 10,74            | 191 (2014)                        | 18                 |
| Villers-Agron-Aiguizy     | 02809      | Villérois              | 12,79            | 83 (2014)                         | 6,5                |
| Villers-sur-Fère          | 02816      | Villerois              | 10,79            | 517 (2014)                        | 48                 |

## Démographie
| 1968  | 1975  | 1982  | 1990  | 1999  | 2006  | 2011  | 2012  |
| ----- | ----- | ----- | ----- | ----- | ----- | ----- | ----- |
| 6 567 | 6 495 | 6 747 | 7 053 | 7 208 | 7 504 | 7 648 | 7 640 |